# Нове покоління (релігійна організація)
«Нове покоління» — міжнародна релійна організація, заснована 1989 року в Латвії Олексієм Лєдяєвим. Незалежними оглядачами неодноразово характеризувалась як тоталітарна секта. Декларує приналежність до харизматичного руху євро-американської традиції. Налічує понад 450 церков.
Починаючи з травня 2023 року, український філіал організації діє незалежно від Лєдяєва через його конфлікт з лідером руху в Україні Андрієм Тищенком.

## Історія
Першою та найбільш впливовою місіонерською організацією, яка вплинула на формування перших церков «Нового покоління», а згодом і на українських послідовників, була шведська харизматична організація «Слово життя», яку очолював Ульф Екман.
У вересні 1988 року, на хвилі святкування 1000-ліття хрещення Русі та «горбачовської перебудови», яка дещо послабила тиск на релігійні організації в СРСР, відбулося перше спільне богослужіння харизматичних та п'ятидесятницьких громад поза церковним приміщенням у Палаці спорту міста Рига. Його проводив пастор великої харизматичної церкви Gospel Forum зі Штутгарта (Німеччина) Пітер Венс та Олексій Лєдяєв. Таке ж масове відкрите харизматичне служіння п'ятидесятників у грудні того ж року відбулося у БК «Шинник» міста Дніпропетровськ, яке проводив пастор Рудик Шепік (Німеччина) з групою прославлення Олексія Лєдяєва.
Зміни у соціальному середовищі внаслідок перебудови сприяли поширенню харизматизму. Починаючи з 1989 року, ця діяльність пов'язана з Олексієм Лєдяєвим, лідером руху «Нове покоління», який тоді з семінарами під назвою «Обрізання» проїхав по низці місць України.
За словами Лєдяєва, він першим у релігійних колах публічно озвучив думку про те, що «християнство покликано сприяти соціальній трансформації суспільства у таких площинах, як політика, культура та професійна діяльність». За таку відкриту позицію єпископат п'ятидесятницького братства проголосив та, за ініціативою В. Боєчка, зняв з Олексія Лєдяєва повноваження пастора. У відповідь на це у 1989 році в м. Рига (Латвійська РСР) виникла харизматична церква «Нове покоління» з «відокремленим» богослов'ям, де пастором став Олексій Лєдяєв. Листопад 1989 року вважається датою народження міжнародного руху «Нове покоління».

## Структура
За системою управління є переважно єпископальною, а за формою організації управління — складною ієрархічною.

## В Україні
«Нове покоління» в Україні відносить себе до протестантизму і відображає християнську віру на основі Біблії. Учення базується на головних християнських принципах, таких як віра в Ісуса Христа як Спасителя та Бога, освячення Духом Святим, та інші аспекти християнської доктрини. Підґрунтям руху в Україні були п'ятидесятництво та баптизм.
Оорганізація була фіційно зареєстрована як релігійна громада «Нове покоління» у 2002 році, за рішенням вірян харизматичної церкви «Світ миру». Згодом, у 2006 році, було створено Духовне Управління християн віри євангельської Української Християнської Церкви «Нове покоління».
Об'єднання церков «Нове покоління» очолює Андрій Георгійович Тищенко. Він був обраний головою об'єднань церков «Нове покоління» в Україні.
З метою навчання та підготовки духовних лідерів, у 2018 році, релігійна громада «Нове покоління» уклала договір на надання освітніх послуг із Євангельською Теологічною Семінарією (з 2020 — Євангельський теологічний університет) м. Київ, що належить до Міжнародної асоціації Християн віри євангельської. На базі церкви «Нове покоління» у місті Першотравенськ почався навчальний процес за допомогою викладачів цієї семінарії.
З 2 травня 2023 року об'єднання церков «Нове покоління» під керівництвом Андрія Тищенка не підпорядковані Олексію Лєдяєву.

### Соціальна робота
«Нове покоління» в Україні веде соціальну роботу, зокрема через реабілітаційні центри, що функціонують на її базі. Ці центри надають допомогу людям, що потребують реабілітації та підтримки у подоланні залежностей, психологічних труднощів та інших проблем[джерело?].
У 1994 році на базі церкви м. Першотравенськ почав роботу Міжнародний біблійний коледж «Нове покоління», який наразі[коли?] зареєстрований як релігійна організація, а не навчальний заклад[джерело?].

## Зв'язок з криміналом
Керівники деяких реабілітаційних центрів, що діють на базі церкви «Нове покоління», були притягнуті до відповідальності у зв'язку з порушеннями в управлінні цими центрами. Серед порушень десятки випадків утримання людей проти їх волі, торгівля людьми та насильницькі дії.
Каналом «Суспільне Новини» було оприлюднено документальний фільм «Бити. Молитися. Тримати» про реабілітаційні центри церкви «Нового покоління» де висвітлювалися ці правопорушення.

## В Росії
В Росії «Нове покоління» має статус небажаної організації через «загрозу основам конституційного ладу і безпеки Російської Федерації».